# Villanueva de Córdoba
Villanueva de Córdoba – gmina w Hiszpanii, w prowincji Kordoba, w Andaluzji, o powierzchni 429,52 km². W 2011 roku gmina liczyła 9440 mieszkańców.